# Santuario di Nostra Signora del Ponte
Il santuario di Nostra Signora del Ponte è un luogo di culto cattolico nel comune di Lavagna, in piazza Abate Lazzaro Podestà, nella città metropolitana di Genova. La chiesa è sede della parrocchia di Santa Maria del Ponte del vicariato di Chiavari-Lavagna della diocesi di Chiavari.
Ogni anno la prima domenica successiva l'8 settembre, in località Ponte della Maddalena, viene celebrata la processione mariana ed a seguire lo spettacolo pirotecnico che si può ammirare direttamente dal ponte sul fiume Entella.

## Storia

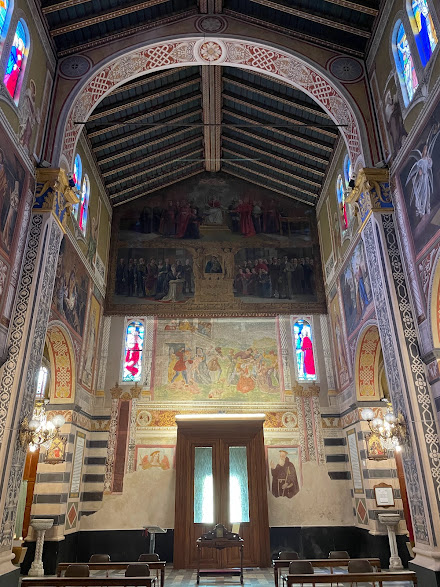
Particolare degli affreschi della contro facciata di Lorenzo Fasolo

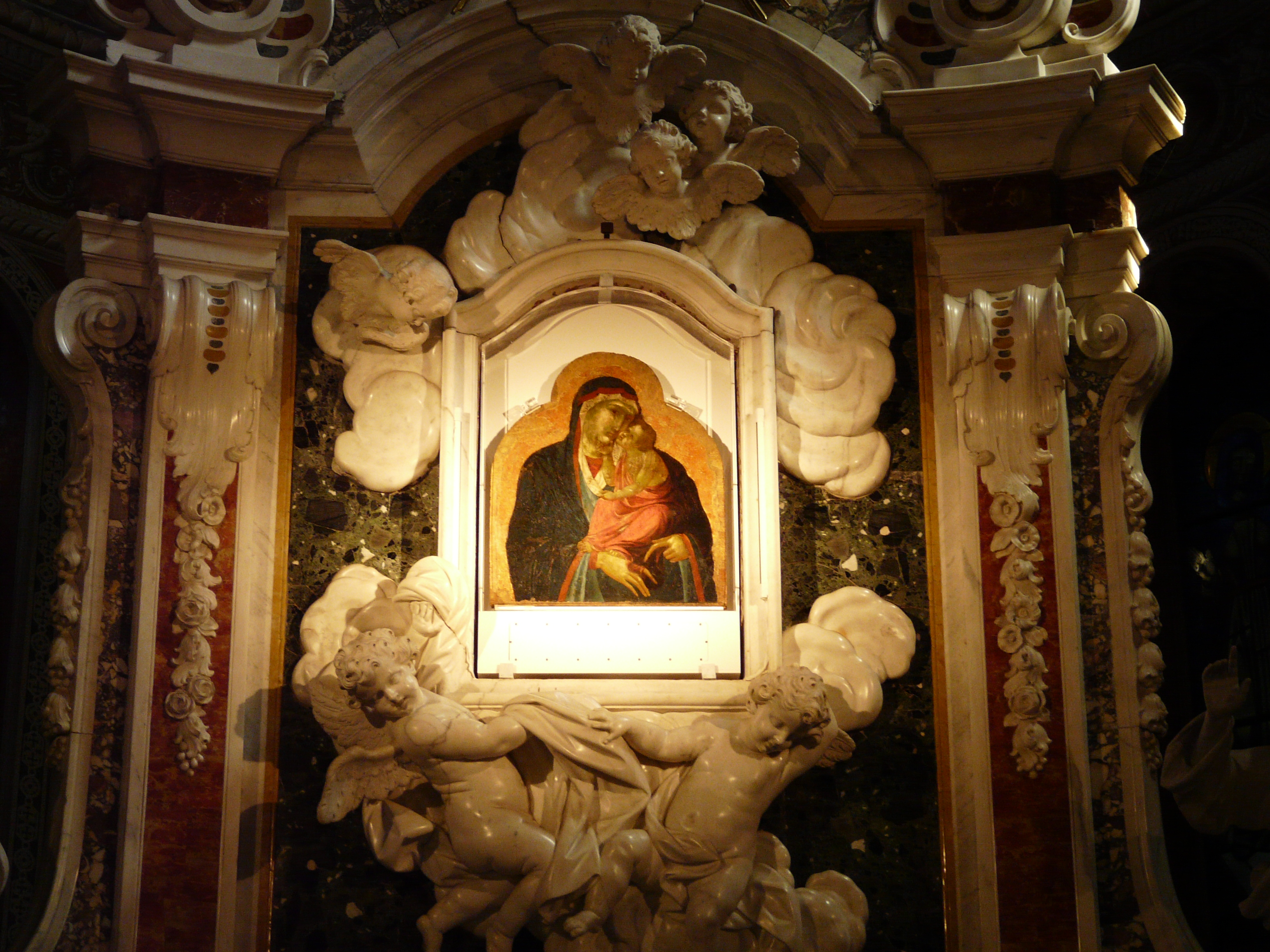
L'effige della Madonna col bambino

La costruzione della chiesa risale al XIII secolo, grazie alla presenza di una cappella sul ponte sovrastante il fiume Entella, il "ponte della Maddalena". La ristrutturazione della cappella e del ponte fu voluta, secondo la storia locale, dal pontefice Innocenzo IV, Sinibaldo Fieschi, appartenente alla celebre famiglia lavagnese dei Fieschi, per consentire un collegamento più sicuro tra le due comunità di Chiavari e Lavagna.
Nel 1451 il ponte e la cappella furono ceduti dai Fieschi alla confraternita dei Frati Francescani di Chiavari che, dopo aver acquistato un terreno sulla riva orientale dell'Entella, iniziarono i lavori di costruzione di una chiesa più ampia e degna di accogliere l'effigie mariana. I lavori di edificazione, diretti da Simone Gatto, terminarono nel 1492 consentendo così la consacrazione della chiesa.
L'effigie della Madonna del Ponte fu pertanto trasferita nel 1500 nella nuova chiesa, grazie al consenso del pontefice Alessandro VI, che accettò l'idea dei Francescani di ampliare l'edificio e di erigere un piccolo campanile. Nel 1506 furono aggiunti i due altari laterali.
In una notte del 1564 la chiesa subì un saccheggio da parte dell'ammiraglio turco Dragut, già celebre nel Tigullio per le sue razzie compiute nei vari borghi marinari di Rapallo e Santa Margherita Ligure, che straordinariamente non prelevò la preziosa immagine mariana. Questo evento rinsaldò tra la popolazione il culto dell'immagine e della sua raffigurazione.
La proprietà dell'edificio fu sempre amministrata dall'arciprete di Lavagna, nonostante i frati francescani ne chiesero più volte la totale custodia alle autorità ecclesiastiche competenti. La pacifica disputa fece sì che la chiesa venne infine chiusa, rimanendo così priva di culto per nove anni.
La chiesa venne trasformata e impreziosita nel 1783 e completamente rinnovata alla fine del XIX secolo. Nel rinnovamento si costruì la navata sinistra e si prolungò il presbiterio. Il campanile fu eretto nel 1898, affrescando tra l'altro l'interno della chiesa. Il 10 gennaio del 1903 fu costituita la locale parrocchia, con il titolo di Rettoria distaccandola dal precedente controllo della parrocchia di Santo Stefano, dal primo vescovo della diocesi di Chiavari monsignor Fortunato Vinelli, appellando così il nuovo titolo di chiesa parrocchiale e in seguito quello di santuario. Fu infine dichiarata monumento nazionale italiano.
Dopo circa sette anni di un accurato restauro, ad opera della Soprintendenza per i Beni Storici e Artistici della Liguria, il 22 marzo del 2009 l'effigie della Madonna col Bambino è stata ricollocata all'interno del santuario mariano. I restauri al dipinto hanno permesso di stabilire una datazione che va dal 1290 al 1310 e, dai dettagli del quadro, di attribuire l'opera al pittore senese Pietro Lorenzetti.

## Descrizione

### Gli esterni

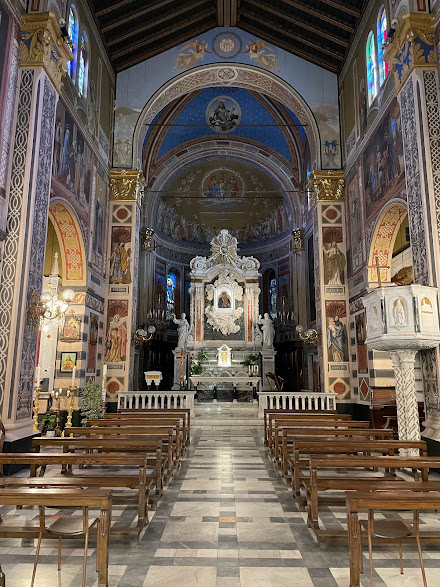
La navata centrale

La facciata è costituita da tre portali, quello mediano architravato e i due laterali lunettati. Nel portale maggiore è raffigurato un affresco della Madonna della Misericordia attribuito al pittore Lorenzo Fasolo e databile all'inizio del XVI secolo.
Nella lunetta del portale sinistro è presente un bassorilievo del XVI secolo raffigurante San Francesco che riceve le stimmate. Secondo la tradizione locale l'uomo senza cappuccio con un libro aperto tra le mani - raffigurato nel dipinto - sembrerebbe risalire alla figura del poeta toscano Dante Alighieri, che avrebbe attraversato il ponte della Maddalena nel corso del suo viaggio verso la Francia.
Il campanile, progettato in forma neogotica, raggiunge un'altezza di circa 40 metri. Su tutti i quattro lati si aprono tre ordini di bifore e uno di trifore. Quest'ultimo è delimitato da due lesene poggianti su di un sottile cornicione ed è sovrastato da un frontone uguale a quello del corpo centrale della chiesa. La cuspide del campanile è coperta interamente con l'ardesia lavorata a squame, tipica pietra estratta dalle cave della val Fontanabuona. Tra il terzo ordine di bifore e il cornicione sovrastante è stato inserito il quadrante dell'orologio.
In cella campanaria, è custodito un concerto di otto campane, intonato in RE 3 maggiore: le prime cinque furono realizzate dalla fonderia milanese Fratelli Barigozzi, nel 1903; le tre minori sono opera della fonderia ECAT di Mondovì, fuse il 3 novembre 2014.

### Gli interni
L'interno - costituito a tre navate con un presbiterio absidato - presenta la navata centrale coperta da una struttura in legno a due spioventi, mentre le altre navate laterali sono coperte da volte a crociera. I due altari laterali sono dedicati all'Ascensione e al Crocifisso di Gesù.
Gli affreschi presenti nella contro facciata sono databili al Cinquecento del pittore Lorenzo Fasolo; nella parte superiore si conserva un dipinto raffigurante la scena biblica della Strage degli innocenti, mentre al di sotto vi sono alcune raffigurazione di santi francescani. La volta del presbiterio è stata dipinta dal pittore Carlo Thermignon con le figure dei quattro Evangelisti della Bibbia. Le due pareti del presbiterio sono opera di Carlo Krattly, ad eccezione dei sei quadri della parete che furono ideati e dipinti dal Thermignon.
L'altare maggiore è sovrastato dall'icona della Madonna di Francesco Maria Schiaffino. Ai lati del presbiterio sono poste due tele raffiguranti Gesù che sale al Calvario e Gesù incoronato di spine, attribuite ad Antonio Lexerna. Il crocifisso ligneo presente è un'opera dello scultore Anton Maria Maragliano del XVIII secolo. La pala della cappella della navata destra raffigura la Sacra Famiglia di Francesco Grandi, databile al 1882.

## Bibliografia

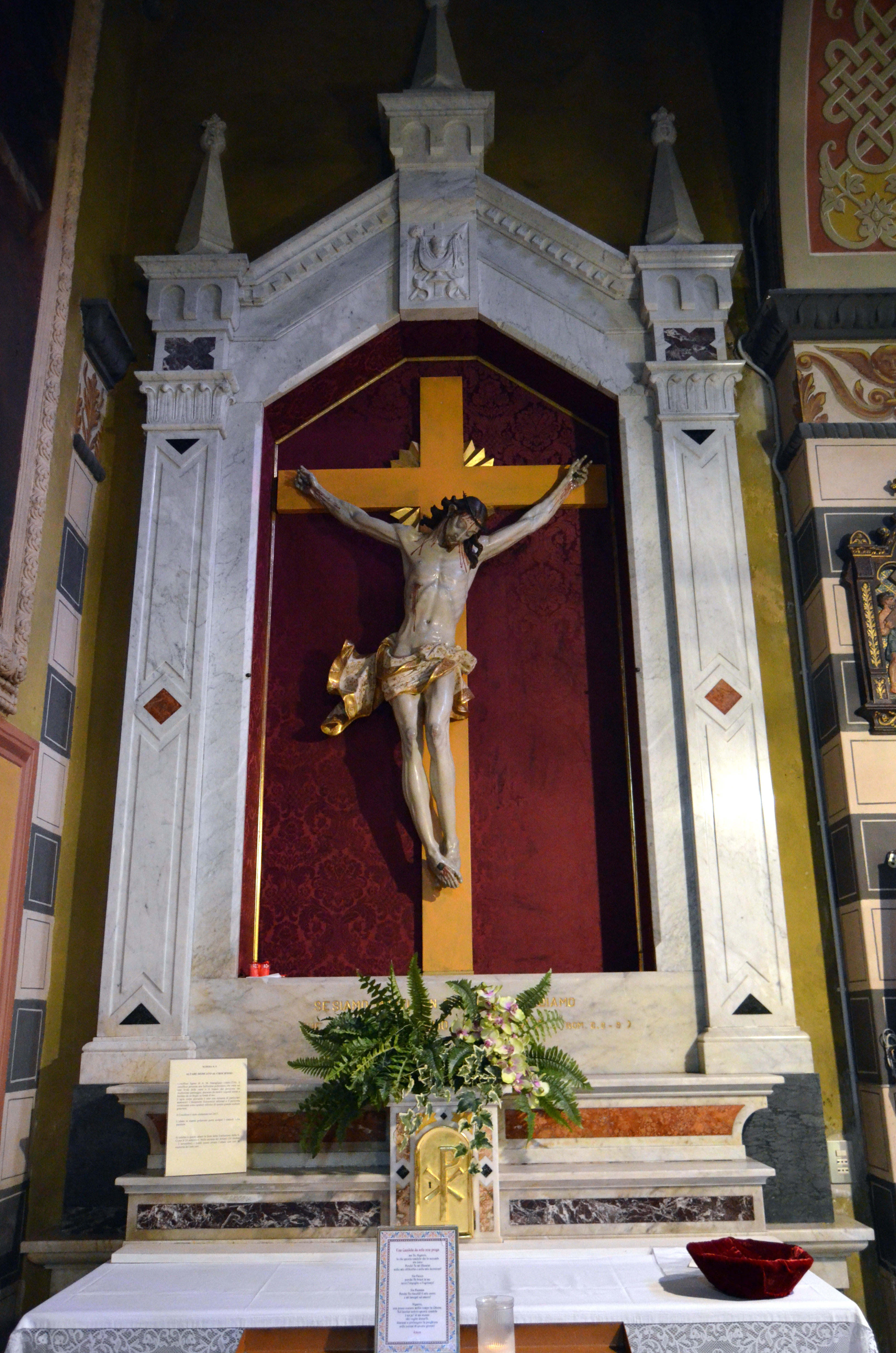
Il crocifisso di Anton Maria Maragliano